# Aerosvit Airlines

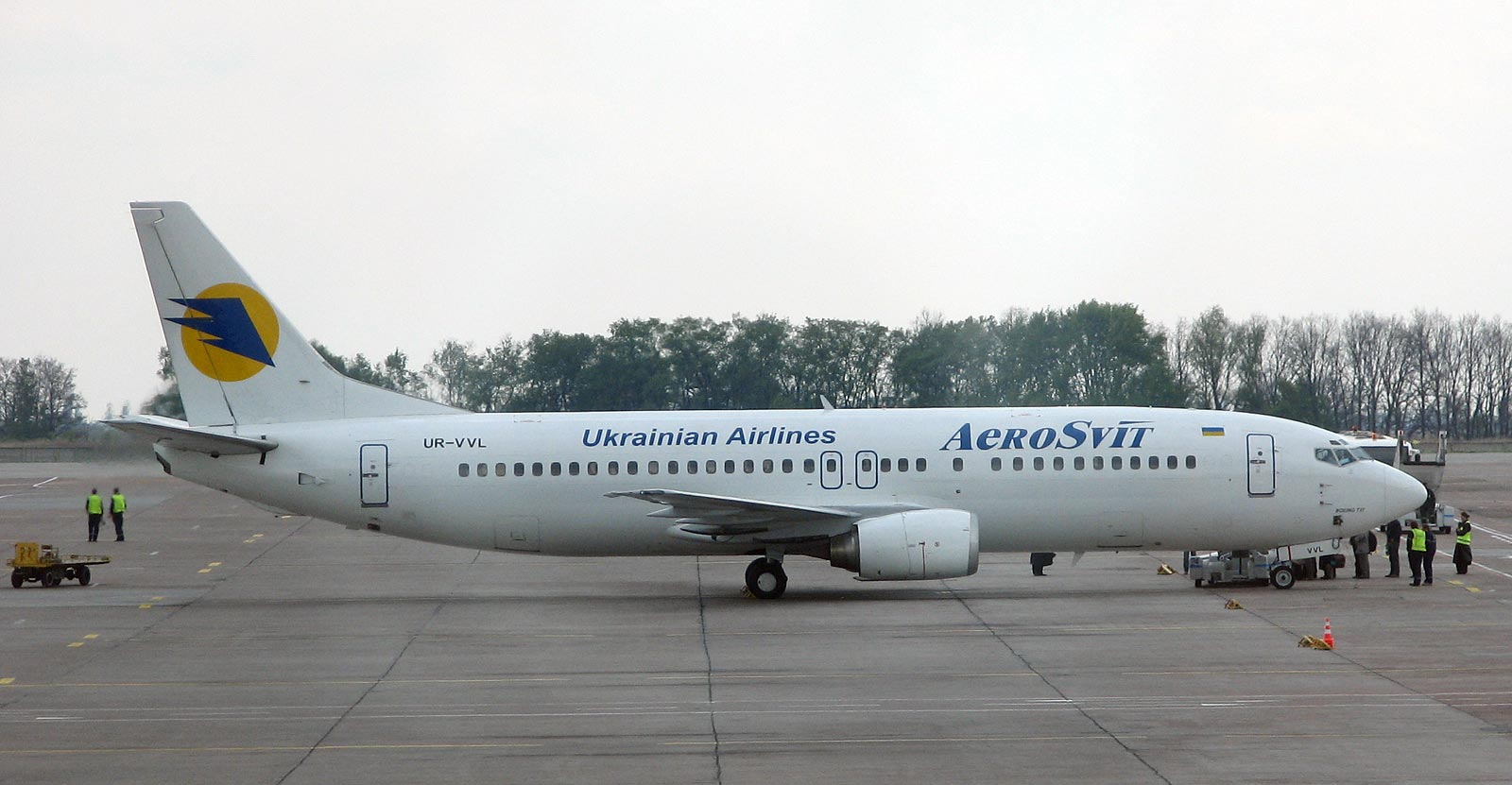
Boeing 737 de la Companyia Aerosvit Airlines (Kíev, 2006).

Aerosvit Airlines (en ucraïnès Авіакомпанія АероСвіт, Aviakompaniya AeroSvit; en rus Авиакомпания АэроСвит, Aviakompaniya AyeroSvit) és una aerolínia amb base a la ciutat de Kíiv, Ucraïna. Duu a terme vols internacionals des d'Ucraïna a destinacions en països com Israel, Rússia, Turquia, Bulgària, Grècia, Xipre i Hongria. A més s'encarrega de vols domèstics i lliuraments internacionals. El seu principal centre d'operacions és l'Aeroport Internacional Boryspil, a Kíiv.

## Codis
- IATA: VV
- OACI: AEW
- Codi Boeing: UKA

## Història
L'aerolínia es va establir el 25 de març de 1994, i va començar operacions a l'abril del mateix any amb vols des de Kíev a Tel-Aviv, Odessa, Salónica, Atenes i Larnaca en cooperació amb Air Ukraine. A l'octubre del mateix any va començar a operar amb Boeing 737-200 i la xarxa es va expandir per a incloure vols a Moscou.
Aerosvit Airlines és part de Aerotur-Agency for Air Communications and Tourism (Ucraïna)(40%), Gilward Investments (Països Baixos)(38%), i el Fons de la Propietat de l'Estat d'Ucraïna (22%).

## Serveis
Cap a gener del 2005, Aerosvit operava en les següents destinacions: 
- Vols Domèstics: Dniprò, Donetsk, Ivano-Frankivsk, Khàrkiv, Kíev, Luhansk, Lviv, Odessa, Simferòpol, Txernivtsi i Zaporíjia.
- Vols Internacionals: Aşgabat, Atenes, Bakú, Bangkok, Pequín, Belgrad, Birmingham, El Caire, Nova Delhi, Hamburg, Dubai, Istanbul, Làrnaca, Moscou, Nova York, Praga, Sofia, Sant Petersburg, Estocolm, Tel-Aviv, Toronto i Varsòvia.

## Accidents i Incidents
- El desembre de 1997 el vol de 241 d'Aerosvit es va estavellar prop de Salònica, matant a tots els 70 passatgers a bord.

## Flota
Cap a gener de 2006, aquesta era la flota de Aerosvit: 
- 1 Boeing 737-200
- 2 Boeing 737-300
- 5 Boeing 737-400
- 2 Boeing 737-500
- 2 Boeing 767-300ER